# Identitat, Tradició, Sobirania
Identitat, Tradició, Sobirania va ser un partit polític europeu d'extrema dreta amb vint diputats al Parlament Europeu, fundat el gener de 2007 i dissolt el 15 de novembre de 2007 del mateix any.
El president d'aquest grup fou Bruno Gollnisch, i alguns dels eurodiputats del grup eren Jean-Marie Le Pen, Alessandra Mussolini i Marine Le Pen.
El grup parlamentari va ser dissolt al perdre la quota mínima de 20 diputats que exigeix el Parlament Europeu. Això es va deure a la sortida dels 5 eurodiputatts romanesos del Partit de la Gran Romania, a causa d'un impasse amb l'eurodiputada Alessandra Mussolini que en unes declaracions després de l'assassinat d'una dona italiana per uns romanesos va afirmar que els romanesos eren criminals.
A continuació, diversos dels restants partits membres del grup van formar l'aliança Euronat, que, no obstant això, no compleix els requisits mínims per a ser reconegut com un partit polític europeu o per a formar un grup parlamentari al Parlament Europeu.

## Membres
| Estat      | Partit              | Partit                           | Partit             | Eurodiputats |
| ---------- | ------------------- | -------------------------------- | ------------------ | ------------ |
| França     |                     | Front Nacional                   | FN                 | 7 / 732      |
| Romania    |                     | Partit de la Gran Romania        | PRM                | 5 / 732      |
| Bèlgica    |                     | Interès Flamenc                  | VB                 | 3 / 732      |
| Bulgària   |                     | Unió Nacional Atac               | Unió Nacional Atac | 3 / 732      |
| Itàlia     |                     | Alternativa Sociale              | AS                 | 1 / 732      |
| Itàlia     |                     | Fiamma Tricolore                 | FT                 | 1 / 732      |
| Àustria    |                     | Partit de la Llibertat d'Àustria | FPÖ                | 1 / 732      |
| Regne Unit |                     | Ashley Mote (Ind.)               | Ashley Mote (Ind.) | 2 / 732      |
| Romania    | Mircea Coșea (Ind.) | Mircea Coșea (Ind.)              |                    | 2 / 732      |